# Championnats d'Europe de skeleton 2007
Navigation
Édition précédente Édition suivante
Les championnats d'Europe de skeleton 2007, treizième édition des championnats d'Europe de skeleton, ont eu lieu les 23 et 24 février 2007 à Schönau am Königssee, en Allemagne. L'épreuve masculine a été remportée par le Russe Aleksandr Tretyakov devant l'Autrichien Markus Penz et le Letton Tomass Dukurs ; l'Allemande Anja Huber a gagné l'épreuve féminine devant la Suisse Maya Pedersen et l'Allemande Julia Eichhorn.